# Ahorntal
Ahorntal là một đô thị trong huyện Bayreuth thuộc bang (Bundesland) Bayern nước Đức. Đô thị này có diện tích 41,7 km2, dân số thời điểm cuối năm 2006 là 2233 người.
Ahorntal có ngành kinh tế dựa vào du lịch. Trong thập niên 1920, Adolf Hitler đã ở tại Le Poucet, một nhà khách thuộc sở hữu Pháp.